# Maximilien Lesoinne
Nicolas Maximilien Lesoinne (Luik, 26 oktober 1774 - Brussel, 26 december 1839) was een Belgisch volksvertegenwoordiger.

## Levensloop
Hij was een zoon van advocaat Pierre Lesoinne (1739-1820) en van Eléonore de Donceel. Zijn vader speelde een beduidende rol tijdens de revolutiejaren en kocht in het Luikse talrijke nationale goederen aan, onder meer het domein Val-Benoît, voordien een klooster van cisterciënzerinnen. Maximilien trouwde met Jeanne Simonon en was de vader van volksvertegenwoordiger Charles Lesoinne en schoonvader van senator Emile Vanderheyden à Hauzeur.
Hij was wapenfabrikant en uitbater van de Charbonnages du Val Benoît, een vennootschap die zijn levenswerk was. Hij was ook een van de drijvende krachten voor de oprichting van de Compagnie royale Asturienne des mines. Deze onderneming, die een grote vlucht nam, werd opeenvolgend geleid door zijn zoon, ingenieur Adolphe Lesoinne en door zijn neef Jules Hauzeur. 
In 1820 werd hij benoemd tot lid van het Bestuur der Burgerlijke Godshuizen in Luik. Hij was provincieraadslid en was voorzitter van deze raad in 1834-1836. Hij was gemeenteraadslid van Luik van 1824 tot 1830.
In juni 1839 werd hij liberaal volksvertegenwoordiger van unionistische strekking voor het arrondissement Luik, een mandaat dat door zijn dood al na weinige maanden werd afgebroken.
Hij was ook nog:
- voorzitter van de Kamer van Koophandel van Luik,
- lid van de Gemengde commissie voor de navigatie op de Maas, ingevolge het Verdrag der XXIV artikelen,
- in 1808 werd hij opgenomen in de vrijmetselaarsloge La Parfaite Intelligence.

Lesoinne stond ook bekend voor het kweken op zijn domein van Val-Benoît en het introduceren van nieuwe groenten, waarvan granen uit het buitenland werden aangevoerd.